# Gärdnäs
Gärdnäs är en by i Ströms distrikt (Ströms socken), Strömsunds kommun i Jämtland. Byn ligger på Näslandets sydöstra udde intill Gärdviken (en del av Ströms Vattudal) i Ströms distrikts nordöstra del.
I byn ligger det sedan 2016 dekonsekrerade Gärdnäs kapell.

## Historia
De första nybyggarna i Gärdnäsby var fyra dragoner vid Jämtlands dragonregemente. 1749 fick dessa tillstånd att långt uppe i fjällbygden anlägga nybygget Gärdnäset. Nybyggarna var trumslagaren Mickel Larsson Strandberg, andre trumslagaren Olof Nilsson Rosenberg och dragonerna Per Persson Esping och Erik Persson Öberg.